# Peggy Holmes
Peggy Holmes (...) è una regista, sceneggiatrice e coreografa statunitense. 
Ha debuttato alla regia con La sirenetta - Quando tutto ebbe inizio (The Little Mermaid: Ariel's Beginning) nel 2008.
In seguito ha diretto Trilli e il segreto delle ali (Secret of the Wings) nel 2012 e Trilli e la nave pirata (The Pirate Fairy) nel 2014, entrambi parte della serie di film su Trilli. 
Il 14 gennaio 2020 è stata assunta dalla Skydance Animation per dirigere il film d'animazione Luck.

## Filmografia

### Regista

#### Lungometraggi
- Luck (2022)

- La sirenetta - Quando tutto ebbe inizio (The Little Mermaid: Ariel's Beginning) (2008)
- Trilli e il segreto delle ali (Secret of the Wings), co-regia assieme a Bobs Gannaway (2012)
- Trilli e la nave pirata (The Pirate Fairy) (2014)

### Sceneggiatrice

#### Lungometraggi
- Topolino strepitoso Natale!, regia di Matthew O'Callaghan (2004)
- Trilli e il segreto delle ali (Secret of the Wings), co-regia assieme a Bobs Gannaway (2012)